# 1450年代
| 千纪： | 2千纪                                                                                            |
| 世纪： | 14世纪 \| 15世纪 \| 16世纪                                                                       |
| 年代： | 1420年代 \| 1430年代 \| 1440年代 \| 1450年代 \| 1460年代 \| 1470年代 \| 1480年代                 |
| 年份： | 1450年 \| 1451年 \| 1452年 \| 1453年 \| 1454年 \| 1455年 \| 1456年 \| 1457年 \| 1458年 \| 1459年 |

## 大事记
- 1453年——奥斯曼帝国攻陷君士坦丁堡。
- 1453年——卡斯蒂永戰役，英法百年戰爭結束。
- 1453年——朝鲜癸酉靖难。
- 1453年——瓦剌也先篡夺蒙古大汗之位。
- 1457年，明朝夺门之变，明英宗复辟。

## 出生
- 1452年，达芬奇，義大利的博學者，在繪畫、建築、解剖學、天文學、地質學、地理學、發明、土木工程等領域都有顯著的成就。
- 1452年，理查三世，英格蘭王國約克王朝的末代國王。
- 1457年，亨利七世，英格蘭王國蘭開斯特王朝國王

## 逝世
- 1450年——朝鲜世宗。
- 1454年——也先。
- 1457年——明代宗。
- 1457年——于谦。